# Cyanopepla sanguicincta
Cyanopepla sanguicincta är en fjärilsart som beskrevs av M.Gaede 1926. Cyanopepla sanguicincta ingår i släktet Cyanopepla och familjen björnspinnare. Inga underarter finns listade i Catalogue of Life.